# Savona
Savona je italské město v oblasti Ligurie, hlavní město stejnojmenné provincie. Leží na pobřeží Ligurského moře, je to po Janově a La Spezii třetí největší přístav Ligurie. Žije zde přibližně 58 tisíc obyvatel.

## Město a památky
Historická část města leží v okolí přístavu. K hlavním památkám ve městě náleží
- KatedrálaPanny Marie Assunty ( Cattedrale dell'Assunta) a opevnění Fortezza del Priamar. Středem města je náměstí  Piazza Sisto IV, jemuž dominuje radnice, Palazzo Comunale di Savona. Západně od radnice prochází jedna z hlavních ulic centra města, částečně pěší zóna, Corso Italia s řadou obchodů.
- Pevnost Fortezza del Priamar leží v jižní části historického města, při pobřeží Ligurského moře, nyní sídlo archeologického muzea. Raně barokní stavba z let 1589 až 1605.

Město bylo založeno v roce 1542. 
- Věž Torre Brandale se dvěma menšími středověkými věžemi:
- Věž Torre Leon Pancaldo ze 14. století, jeden ze symbolů města Savony (střeží vstup do centrálního přístavu).

Z palácových staveb nejvýznamnější  jsou:
- Palazzo Gavotti ze 17. st.,  v němž je umístěna Pinacoteca Civica se sbírkami ligurského malířství a savonské keramiky.
- Palazzo della Rovere
- Palazzo Bozzoponelo
- Palazzo Delle Piane.[2]
- Divadlo Gabriello Chiabrera, klasicistní budova ze 40. let 19. století

Savona je bohatá na kostely a kaple, ve městě jich je více než dvě desítky.
- Kostel sv. Jana Křtitele, renesanční stavba

## Fotogalerie

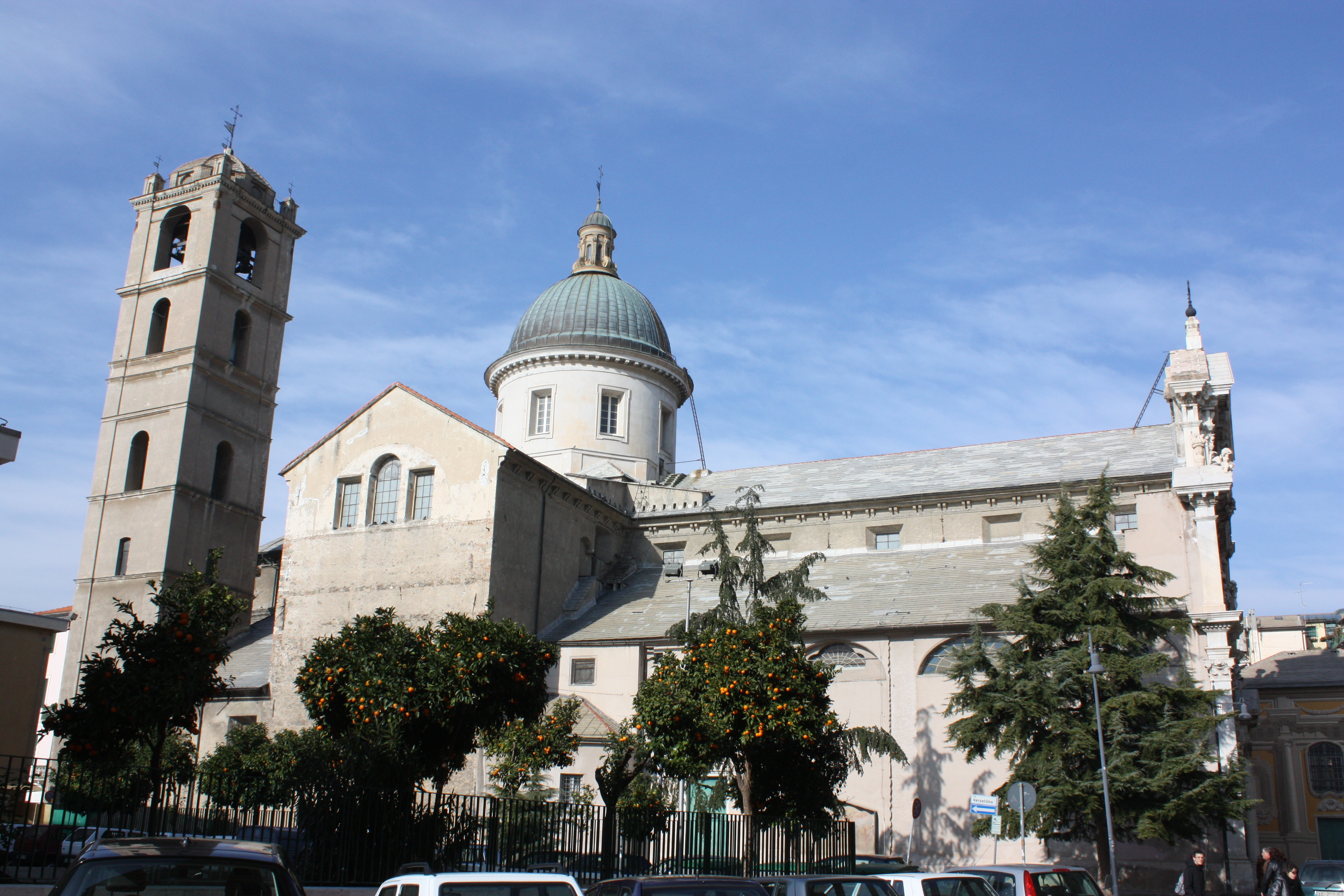
Katedrála v Savoně
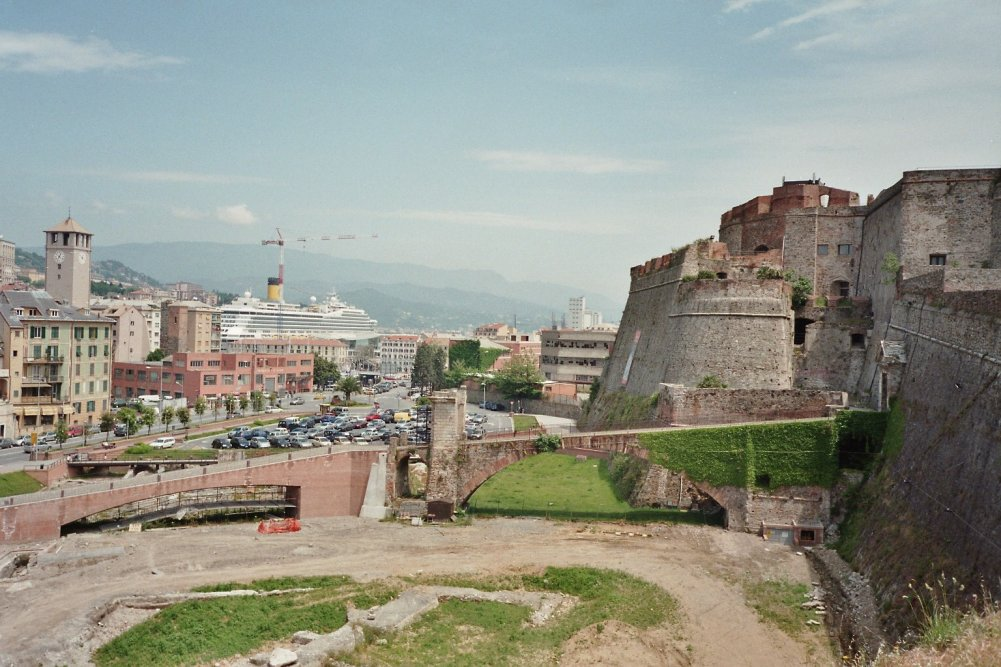
Pevnost Fortezza del Priamar
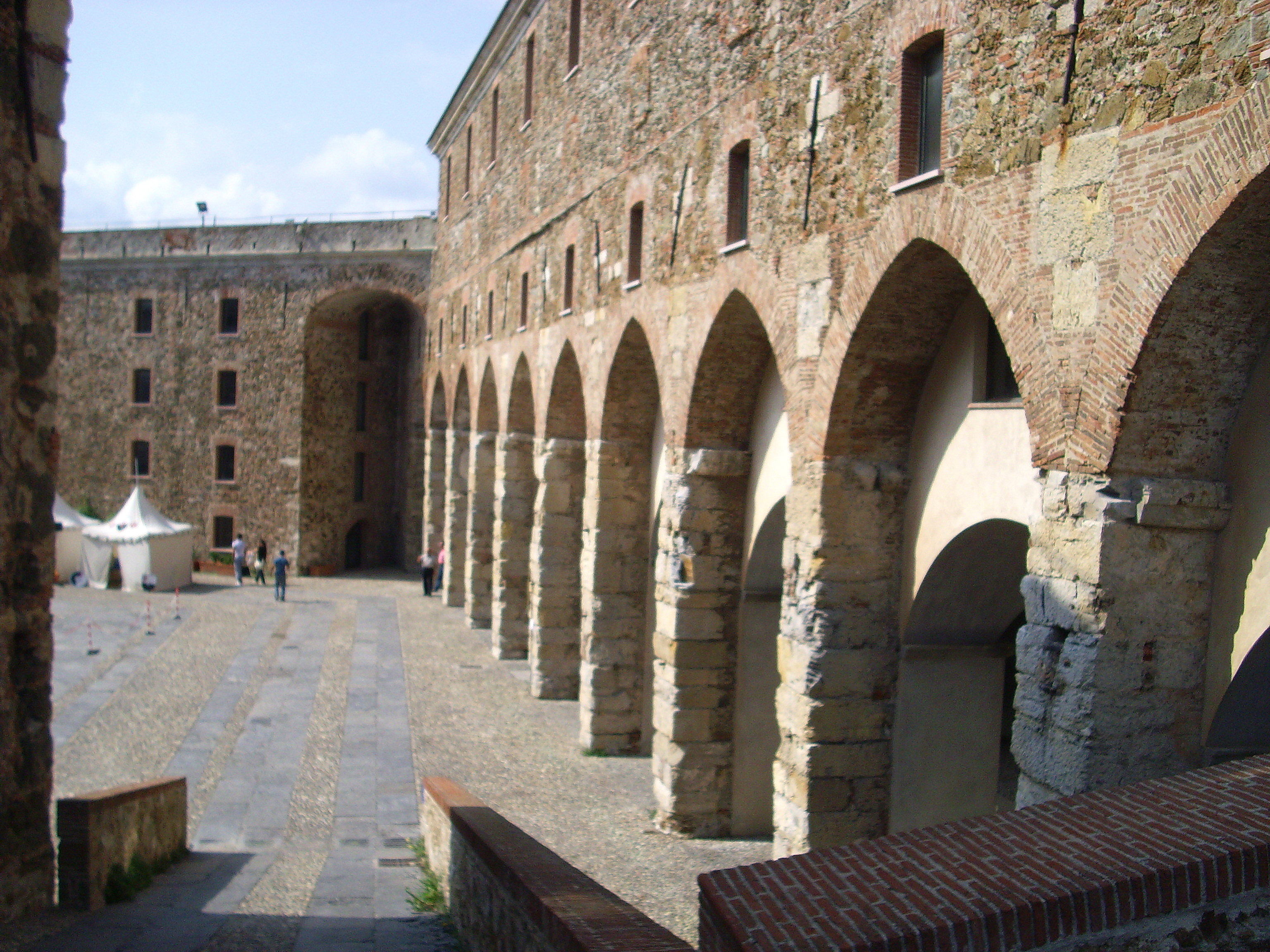
Nádvoří v pevnosti
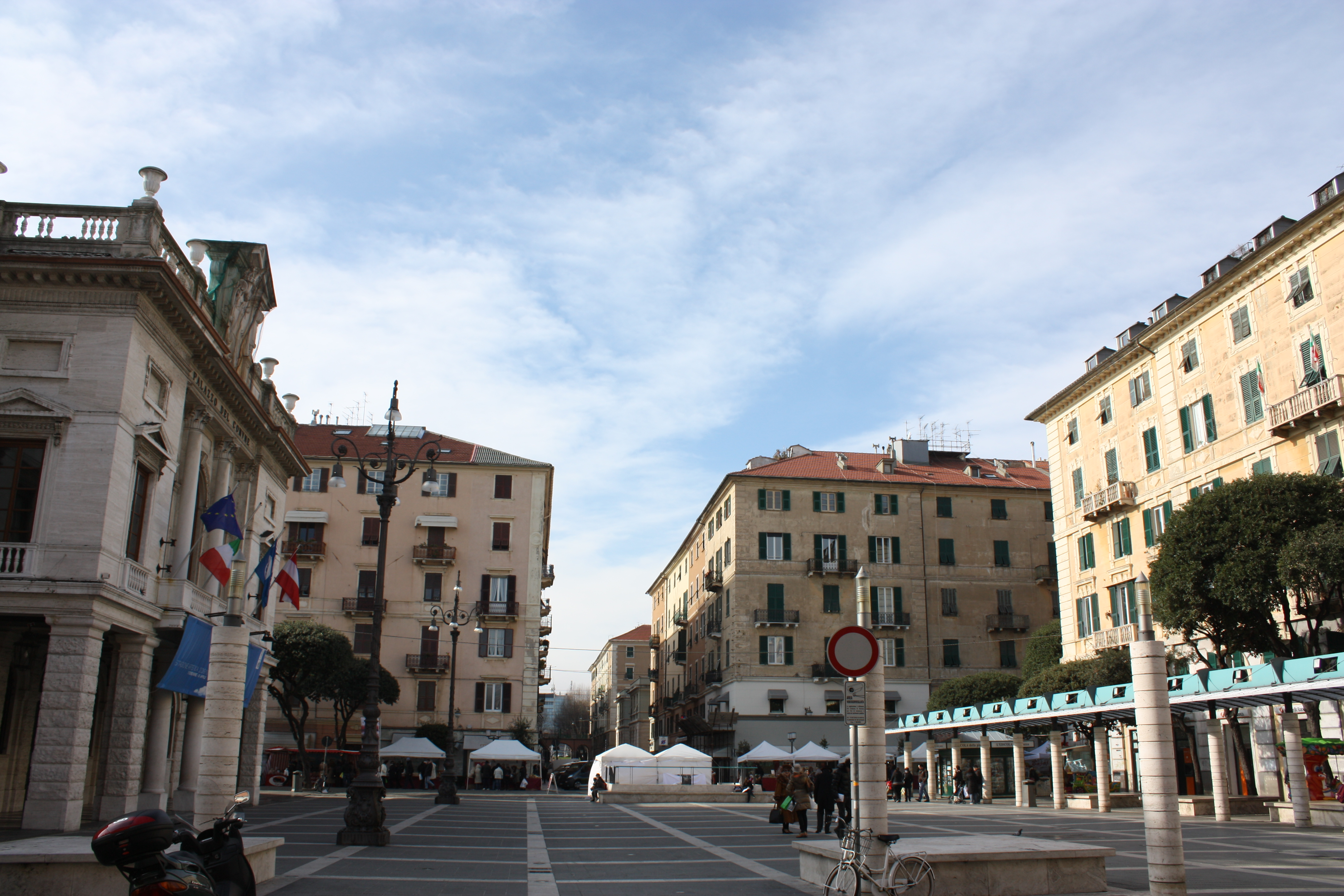
Náměstí s radnicí Piazza Sisto IV
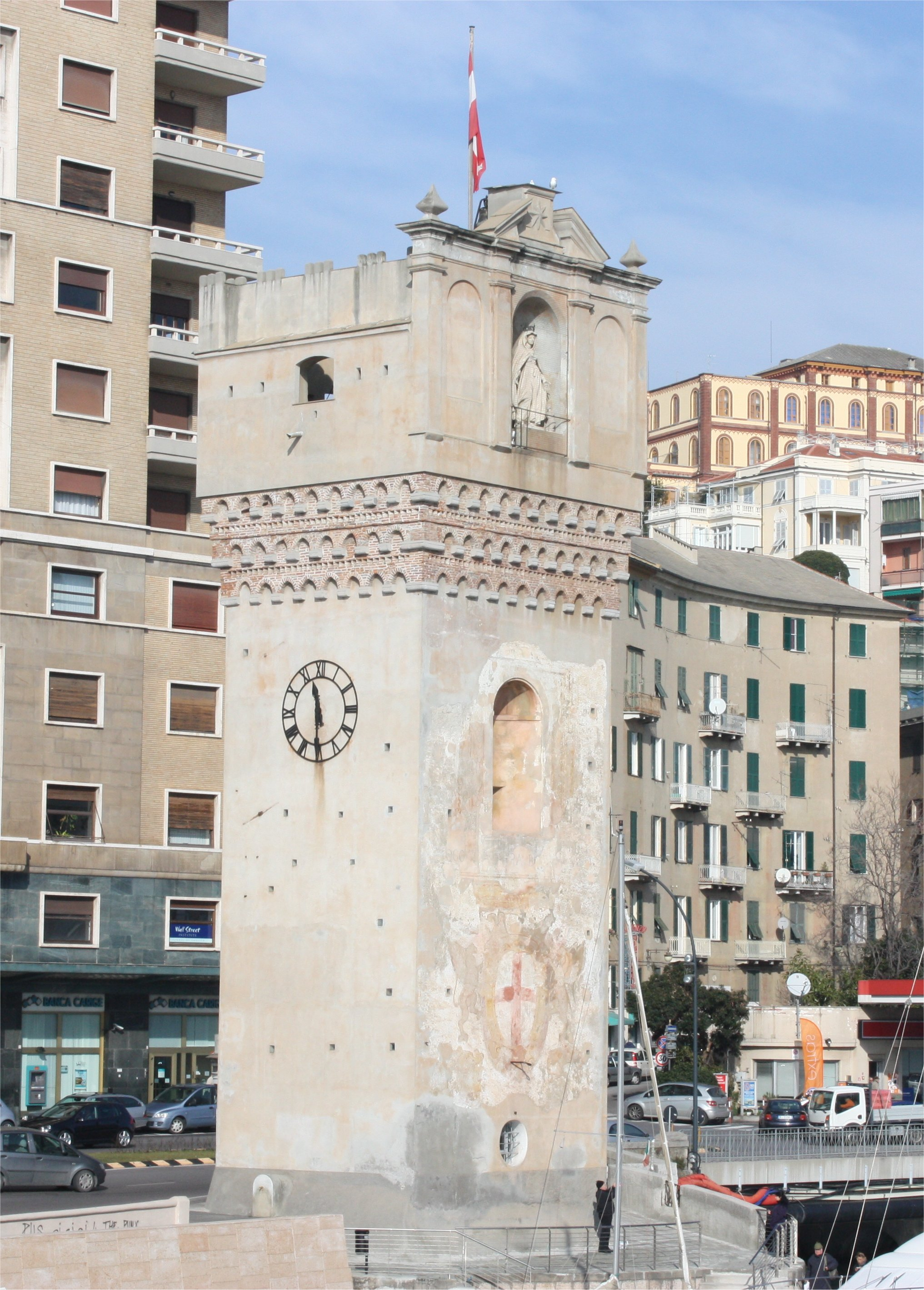
Věž Torre Leon Pancaldo
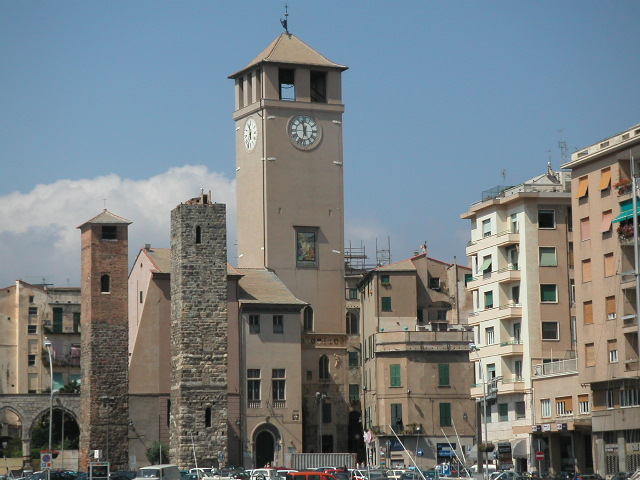
Věže Torri Brandale
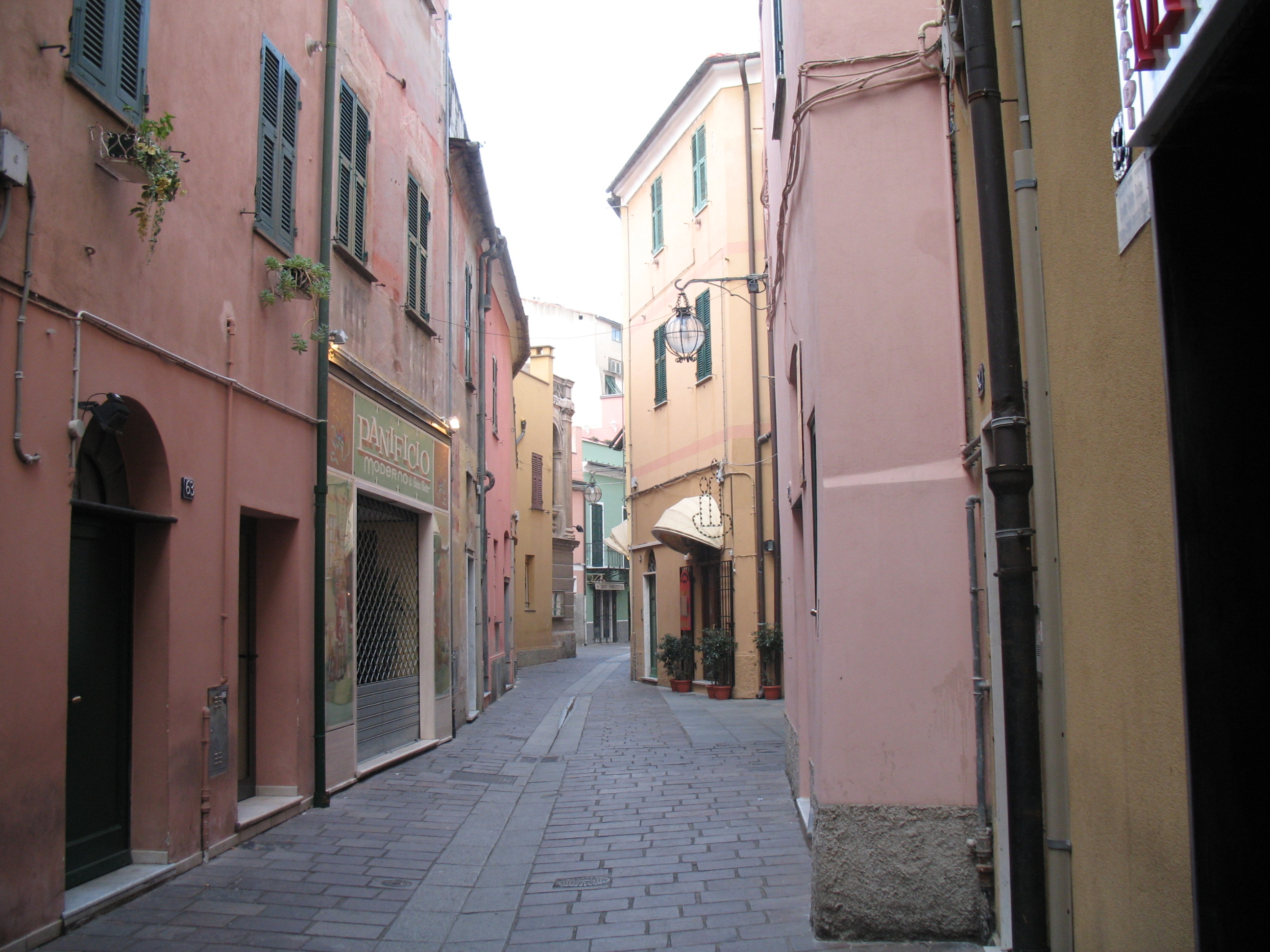
Ulice v centru Savony

## Sousední obce
Albissola Marina, Albisola Superiore, Altare, Cairo Montenotte, Quiliano, Vado Ligure

## Osobnosti města
- Inocenc VIII. (1432–1492) – biskup v Savoně a pozdější papež
- Sixtus IV. (1414-1484) - františkán, papež v letech 1471-1484, pohřben v rodinné kapli della Rovere v katedrále
- Leon Pancaldo -mořeplavec, je po něm pojmenována věž a přístav
- Giovanni Agostino Abate (1495 – cca 1575), historik
- Renata Scotto (* 1934), operní zpěvačka
- Stephan El Shaarawy (* 1992), fotbalista
- Davie504 (Davide Biale) (* 1994), baskytarista a youtuber

## Partnerská města
- Villingen-Schwenningen, Bádensko-Württembersko, Německo, 1986
- Isla Savona, Dominikánská republika, 1993